# 須田政三郎
須田 政三郎（すだ まさざぶろう、1845年3月3日（弘化2年1月25日） - 1901年（明治34年）8月6日）は、久保田藩の家老。秋田戦争で活躍した。政三郎は通称で実名は盛貞である。父は須田盛徳。

## 経歴
祖先は須賀川の城主須田盛秀であったが伊達政宗のために没落し、そのため佐竹家の家臣となった。子孫は代々佐竹家の宿老を務める。
文久2年（1862年）5月小鷹狩源太組下横手羽黒給人仮支配を命じられ、後に大番頭を務める。小銃隊支配を兼務する。吉川忠行の唯神館に学んで勤王思想の信奉者になる。
慶応4年（1868年）4月9日砲術所総裁となる。砲術所は平田篤胤の流れをくみ、国学と西洋の砲術を学習する所であった。いわゆる和魂洋才の人物を造る所であったが、久保田藩で最大の勤王思想の場所でもあった。久保田藩の勤王派有志が澤為量副総督に血判書を提出した際にはその保証人になった。秋田戦争のきっかけとなった仙台藩からの使者を殺害した事件も須田が中心になり砲術所有志が藩主に働きかけたものであったという。
雷風義塾と砲術所の連携は彼の功績である。須田は人となりが温厚で士気を良く鼓舞することができたと言われる。秋田戦争では明治元年（1868年）家老職となり十二所におもむき、そこから戦闘指揮を行った。鹿角郡花輪で軍事総括を命じられ、同郡田山まで進み終戦になる。18日、解兵して十二所に凱旋する。
12月7日明徳館総裁を兼ね、同月5日世子佐竹義脩の伝役を兼任する。4月8日職制改革して執政となる。11月20日県7等出仕、12月5日藩大参事、29日退職。明治5年（1872年）2月15日秋田県典侍となるも、8月依願退職する。
須田盛貞と吉田正吉、田代綱振は、明治19年(1886年)の5月から6月に佐竹義理の金庫にあった古金銀の一万八千円を盗んだとの嫌疑で取り調べを受け、明治19年(1886年)に12回の公判が開かれた。その結果、一旦は証拠不十分で無罪となったが、立会検事の藤井検事はそれを不当として控訴院に控訴した。須田は重禁錮2年と監視が6ヶ月、田代は重禁錮15日と罰金2円監視6ヶ月となり、12月7日結審した。田代綱振は秋田県の士族総代として、明治14年(1881年)大隈重信に授産金の貸与を願い出ている。
大正4年（1915年）11月、正五位を贈られる。
墓は東京都板橋区総泉寺にある。